# Grecja na Letnich Igrzyskach Olimpijskich 1928
Grecję na Letnich Igrzyskach Olimpijskich 1928 w Amsterdamie reprezentowało 23 zawodników: 23 mężczyzn i ani jednej kobiety. Był to 8. start reprezentacji Grecji na letnich igrzyskach olimpijskich.
Najmłodszym greckim zawodnikiem na tych igrzyskach był 15-letni lekkoatleta, Angelos Lambrou, natomiast najstarszym 30-letni lekkoatleta, Georgios Zakharopoulos. Chorążym reprezentacji podczas ceremonii otwarcia był lekkoatleta Antonios Karyofyllis.

## Zdobyte medale
Greccy zawodnicy podczas tej edycji igrzysk olimpijskich nie zdobyli żadnego medalu.